# Framing Hanley
I Framing Hanley sono stati un gruppo musicale statunitense formatosi nel 2005 a Nashville, Tennessee, scioltosi nel 2015 e riunitosi nel 2018.

## Formazione

### Formazione attuale
- Kenneth Nixon – voce, pianoforte, chitarra ritmica (2005-2015)
- Ryan Belcher – chitarra solista, pianoforte, cori (2007-2015)
- Brandon Wootten – chitarra ritmica, cori (2005–2015)
- Jonathan Stoye – basso, cori (2013-2015)
- Chris Vest – batteria, percussioni (2005-2015)

### Ex componenti
- Tim Huskinson – chitarra solista (2005-2007)
- Luke McDuffee – basso, cori (2005-2013)

## Discografia

### Album in studio
| Anno | Titolo                | Classifiche | Classifiche | Classifiche |
| Anno | Titolo                | US          | US Alt.     | US Rock     |
| ---- | --------------------- | ----------- | ----------- | ----------- |
| 2007 | The Moment            | 169         | —           | —           |
| 2010 | A Promise to Burn     | 57          | 9           | 15          |
| 2014 | The Sum of Who We Are | 79          | 14          | 24          |
| 2020 | Envy                  | —           | —           | —           |

### Singoli
| Anno | Titolo           | Classifiche | Classifiche | Classifiche   | Classifiche | Certificazioni | Album di provenienza  |
| Anno | Titolo           | US          | US Alt.     | US Main. Rock | US Pop      | Certificazioni | Album di provenienza  |
| ---- | ---------------- | ----------- | ----------- | ------------- | ----------- | -------------- | --------------------- |
| 2008 | Lollipop         | 82          | 22          | 27            | 62          | - US: Oro      | The Moment            |
| 2009 | Hear Me Now      | —           | —           | —             | —           |                | The Moment            |
| 2010 | You Stupid Girl  | —           | —           | —             | —           |                | A Promise to Burn     |
| 2010 | Back to Go Again | —           | —           | —             | —           |                | A Promise to Burn     |
| 2011 | WarZone          | —           | —           | —             | —           |                | A Promise to Burn     |
| 2014 | Criminal         | —           | —           | 22            | —           |                | The Sum of Who We Are |
| 2015 | Collide          | —           | —           | 39            | —           |                | The Sum of Who We Are |
| 2018 | Puzzle Pieces    | —           | —           | —             | —           |                | Envy                  |
| 2018 | Baggage Claim    | —           | —           | —             | —           |                | Envy                  |
| 2019 | Throwing Knives  | —           | —           | —             | —           |                | Envy                  |